# I.L. Patterson
Isaac Lee "Ike" Patterson, född 17 september 1859 i Benton County, Oregon, död 21 december 1929 i Marion County, Oregon, var en amerikansk republikansk politiker. Han var Oregons guvernör från 1927 fram till sin död.
Patterson studerade i ett år vid Christian College (numera Western Oregon University) och var sedan verksam som affärsman i Portland. Han kandiderade utan framgång i guvernörsvalet i Oregon 1922. Fyra år senare vann han guvernörsvalet. Efter valförlusten 1922 hade han varit ordförande för republikanerna i Oregon och ansvarig för Calvin Coolidges kampanj i Oregon i 1924 års presidentval.
Patterson efterträdde 1927 Walter M. Pierce som guvernör och avled 1929 i ämbetet. Patterson gravsattes i Salem.